# سیارک ۱۰۸۶۳
سیارک ۱۰۸۶۳ (به انگلیسی: 10863 Oye، نامگذاری:1995QJ3) ده هزار و هشتصد و شصت و سومین سیارک کشف شده‌است که در ۳۱ اوت ۱۹۹۵ کشف شد.
قدر مطلق سیارک برابر ۲۴.۵ است.